# نوستك كوميون كرانية
نوستك كوميون (بالإنجليزية: Nostoc commune var. sphaeroides)‏ هو نوع من البكتيريا الزرقاء الموجودة في بيئات متنوعة مثل البحيرات والأنهار. يتم استخدامه كمكمل غذائي وتغذوي ولها خصائص صيدلانية مشهورة.